# Arzobispo metropolitano

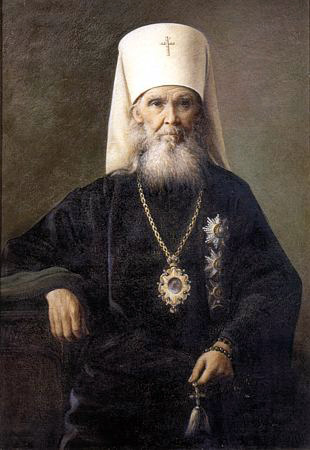
Macarius II (Makariy Nevskiy), metropolitano de Moscú (1915)

En la jerarquía de las iglesias cristianas, el rango de arzobispo metropolitano, abreviado como metropolitano, designa al obispo de una metrópoli, es decir, la capital de una antigua provincia romana, una provincia eclesiástica, o de una capital regional.
En la Iglesia de Occidente, no hay mucha diferencia entre un metropolitano y un arzobispo común. A un arzobispo que se le otorgó el título solo a él y no a su diócesis se le llama arzobispo ad personam. El metropolitano tiene precedencia honorífica sobre otros obispos en otras provincias eclesiásticas, llamadas sedes sufragáneas, los cuales se denominan obispos sufragáneos.
Para el anglicanismo, el metropolitano es generalmente el jefe del ala nacional de la iglesia.
En la Iglesia de Oriente el título es usado de varias formas. Las iglesias helénicas clasifican a los metropolitanos por debajo de los arzobispos, y los primados de iglesias locales bajo el rango patriarcal se designan generalmente como arzobispos. El caso es inverso para las iglesias ortodoxas, donde los metropolitanos se clasifican por encima de los arzobispos y el título puede ser usado tanto para sedes del Primado como para cualquier ciudad importante. En ningún caso tienen los metropolitanos autoridad especial sobre los obispos regentes en sus propias provincias.
- Datos: Q189854
- Multimedia: Metropolitan bishops / Q189854